# Henry Hatsell
Henry Hatsell (falecido em 1667) foi um oficial naval inglês e membro do parlamento no século XVII.
Henry provavelmente nasceu em Plymouth numa família de mercadores. Ele casou-se com Margaret Dawe em Barnstaple em 6 de fevereiro de 1637. Juntos, eles tiveram pelo menos um filho, Sir Henry Hatsell (1641 - 1714).
Hatsell tinha um acordo comercial com Martin Noell e Thomas Alderne, empresários de Londres, no transporte de prisioneiros realistas envolvidos na revolta de Penruddock. Eles foram enviados para Barbados, onde foram vendidos como mercadorias e bens móveis por 1.550 libras de açúcar cada em 7 de maio de 1656.